# Françoise Bella
Françoise Bella (9 de março de 1983) é uma futebolista camaronesa que atua como meia.

## Carreira
Françoise Bella integrou elenco da Seleção Camaronesa de Futebol Feminino, nas Olimpíadas de 2012. 